# Drum național 58
Die Drum național 58 (rumänisch für „Nationalstraße 58“, kurz DN58) ist eine Hauptstraße in Rumänien. 

## Verlauf
Die Straße zweigt südlich von Steierdorf von der Drum național 57B ab und verläuft in nördlicher Richtung über Anina in die Kreishauptstadt Reșița, wo die Drum național 58B nach Nordwesten abzweigt. Dort wendet sie sich nach Nordosten. Im Dorf Soceni zweigt die Drum național 58A nach Norden ab. Die DN58 verläuft weiter in östlicher Richtung nach Caransebeș und endet dort an der Drum național 6 (Europastraße 70).
Die Länge der Straße beträgt rund 83 Kilometer.